# Pacita Abad

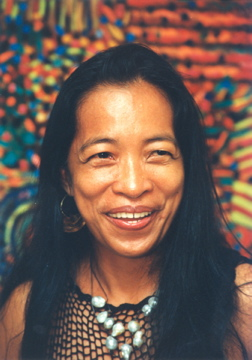
Pacita Abad

Pacita Abad (* 1946 in Basco, Insel Batan, Philippinen; † 2004) war eine US-amerikanische Malerin.

## Leben
Nach ihrem Abschluss an der privaten Hochschule Corcoran College of Art and Design in Washington, D.C. und The Art Students League in New York City begann ihre mehr als 30 Jahre währende Karriere als Malerin. Sie lebte auf fünf verschiedenen Kontinenten und in mehr als 80 Ländern. Abads ausgedehnte Reisen in exotische Länder wie Guatemala, Mexiko, Indien, Afghanistan, Jemen, Sudan, Mali, Papua-Neuguinea, Kambodscha und Indonesien hatten großen Einfluss auf ihr Leben und ihre Kunst und waren die Inspiration für viele Ideen, Techniken und Materialien in ihren Bildern.
Ihre Werke wurden in über 40 Einzelausstellungen in Museen und Galerien in den USA, Asien, Europa, Afrika und Lateinamerika gezeigt. Sie nahmen an mehr als 50 Gruppen- und Wanderausstellungen in der ganzen Welt teil.
Pacita Abad starb im Alter von 58 Jahren an Lungenkrebs.

## Werk
Abads Gemälde sind durch ständigen Wandel, Experimentierfreude und die Entwicklung aus den 1970er Jahren bis hin zu ihrem Tod gekennzeichnet. Ihre frühen Gemälde zeigen in erster Linie symbolische sozio-politische Abbildungen der Menschen und primitive Masken. Großformatige Bilder von Unterwasser-Szenen, tropischen Blumen und wild lebenden Tieren zählen zu einer weiteren Serie.
Abads umfangreichstes Werk ist jedoch ihre kraftvolle und farbenprächtige abstrakte Arbeit auf sehr großformatigen Leinwänden unter der Verwendung einer umfangreichen Bandbreite von Materialien aus Leinwand und Papier, gebleichtem Stoff, Metall, Keramik und Glas. Als disziplinierte und produktive Malerin schuf sie über 3.500 Kunstwerke und bemalte sogar die 57 Meter lange Brücke Alkaff Bridge in Singapur mit 2350 bunten Kreisen, die seither den Beinamen „Art Brige“ erhielt.
Abad experimentierte ständig mit neuen Ideen. So bezwang sie die Grenzen der traditionellen zweidimensionalen Fläche durch die Entwicklung der Trapunto Malerei, eine Technik des Bestickens der bemalten Leinwände, um ihnen einen dreidimensionalen skulpturalen Effekt zu verleihen. Es entstand ein Prozess der Umwandlung der Oberflächen ihrer Bilder mit Materialien aus Stoffen, Spiegeln, Perlen, Muscheln, Kunststoff-Knöpfen und anderen Objekten, die sie mit kräftigen Farben verband und zu individuellen Kunstwerken gestaltete.

## Ehrungen
- Am 31. Juli 1984 erhielt Abad den philippinischen Ten Outstanding Young Men Award (als erste Frau).[1]
- Am 31. Juli 2020 wurde sie (auch zu Ehren des genannten „Outstanding Awards“) zu dessen 36. Jahrestag ein Google Doodle.[2]

## Referenzen
- Pacita Abad: Exploring the Spirit. Ian Findlay-Brown (1996)
- Pacita Abad: Abstract Emotions. Alice Guillermo (1998)
- Pacita Abad: Door to Life. James T. Bennett (1999)
- Pacita Abad: The Sky is the Limit. Tay Swee Lin (2001)
- Pacita Abad: Endless Blues. Ian Findlay-Brown (2002)
- Pacita Abad: Circles in My Mind. Cid Reyes (2003)
- Pacita Abad: Obsession. Ian Findlay-Brown und Ruben Defeo (2004)
- Pacita's Painted Bridge. Jack Garrity (2004)
- A Passion to Paint: The Colorful World of Pacita Abad. Jack Garrity (2004)